# Годунов, Иван Андреевич
Иван Андреевич Годунов — русский дворянин, голова и воевода во времена правления Ивана IV Васильевича Грозного.
Сын Андрея Дмитриевича Годунова. Имел брата, сына боярского, погиб в Казанском походе († 1550).

## Биография
Показан в числе детей боярских (1550). Упоминается в чине свадьбы казанского царя Семиона Бекбулатовича, где он находился в числе поезжан (1554). По разрядным книгам значится в числе голов Передового полка (1559). Воевода в Рославле (1562). Голова с кадомскими и городецкими служилыми людьми в походе (1564).
Имел сына — Фёдора Ивановича Годунова.